# Metox

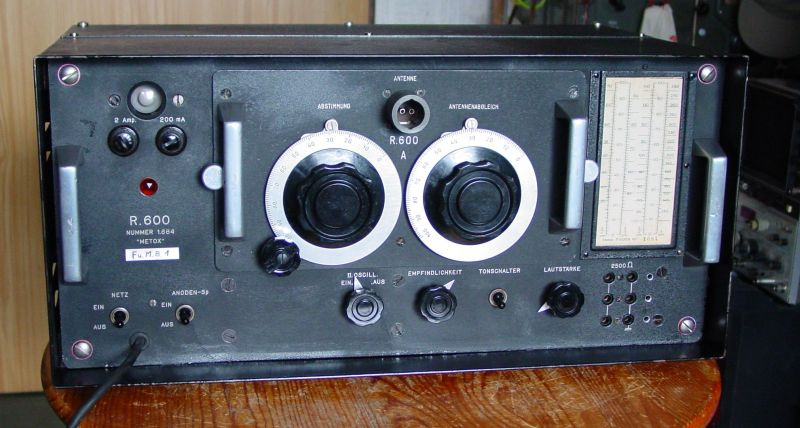
Radardetektor Metox R 600 A

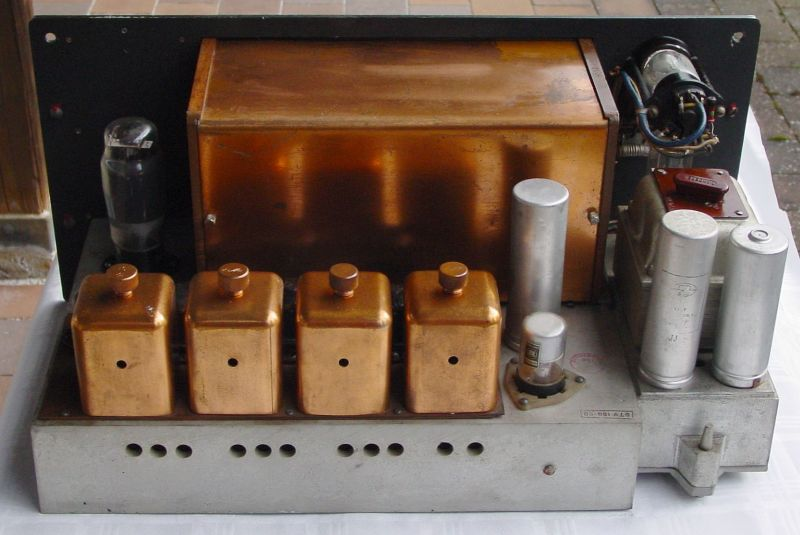

Schaltbild Metox R 600 A

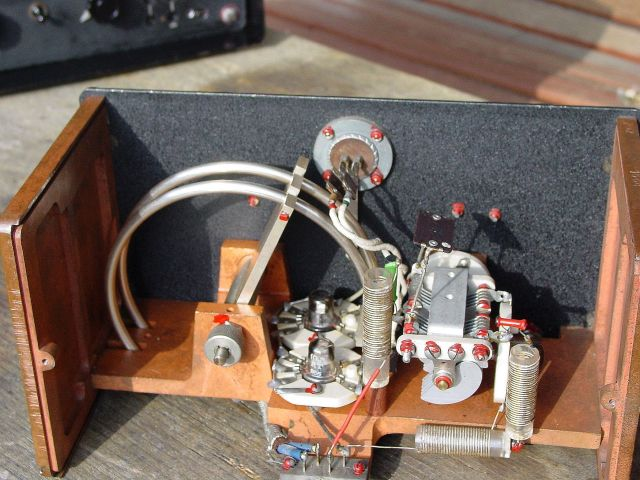
R 600 A-03

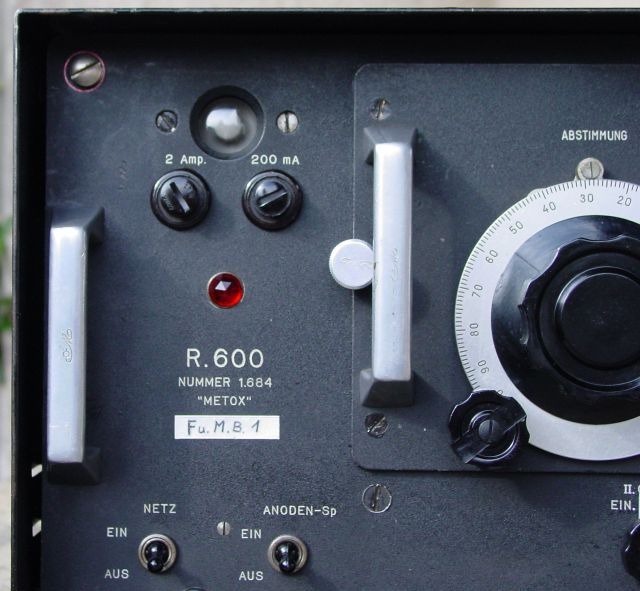

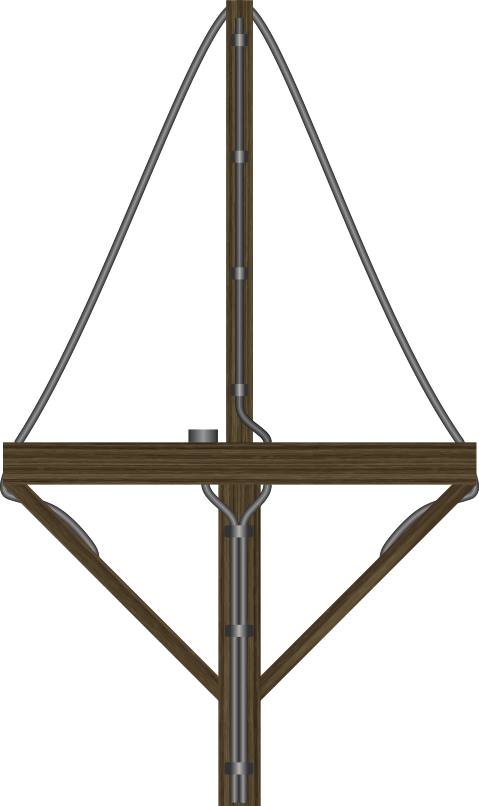
Das Biskaya-Kreuz bestand aus zwei auf einem Holzkreuz montierten Dipolantennen, die eine für horizontale und die andere für vertikale Polarisation.

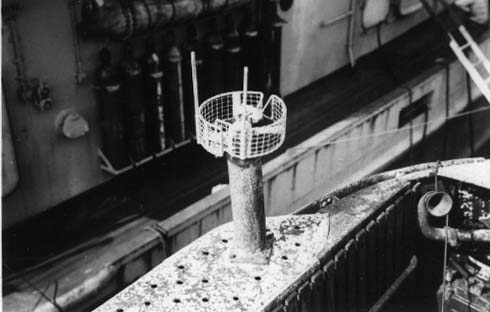
Antennenanlage „Bali“ von U 505

Metox war die Bezeichnung des Funkmessbeobachtungsgeräts Fu MB 1 der Kriegsmarine, häufig geschrieben als FuMB 1. Hergestellt wurde das Gerät von den Pariser Firmen Metox und Grandin. Dieses Radarwarngerät wurde ab 1940 auf Überwassereinheiten und ab August 1942 auf deutschen U-Booten eingesetzt, um damit die von Schiffen, Flugzeugen oder Landstationen emittierten Radarwellen orten zu können. Die Herkunft des Signals (Freund / Feind) konnte nicht bestimmt werden.

## Empfänger
Das Metox-Gerät R203 war für den Einsatz für die Luftwaffe bestimmt und arbeitete auf dem Wellenlängenbereich 1,88 m bis 5 m.
Der Metox-Empfänger R600 arbeitete im Meterwellenband (0,62 m bis 2,65 m Wellenlänge, 113 MHz bis 484 MHz Frequenz, heutiger Ultrakurzwellenbereich) als Überlagerungsempfänger. Er gab eine akustische Warnung aus, die vom Horcher über Kopfhörer aufgenommen oder an die Bord-Lautsprecheranlage angeschlossen wurde.
In Fachkreisen wurde der R600 durch seinen typischen Lecher-Eingangskreis bekannt. Dieser entstand aus der Lecher-Leitung, welche kreisrund gebogen und dadurch für eine Bedienung mittels Drehknopf nutzbar gemacht wurde.
Das verbesserte Metox R600A kam ab Februar 1943 zum Einsatz. Außerdem wurde auf Vorschlag eines Funkers eine zusätzliche Kathodenstrahlröhre eines anderen Funkempfängers als visuelle Anzeige, die magisches Auge genannt wurde, angeschlossen, um „unhörbare“ Frequenzbereiche sichtbar zu machen (BdU KTB vom 6. März 1943).
Im Einsatz wurde stets der gesamte Wellenlängenbereich auf der Skala mit Hilfe eines Drehknopfs abgesucht. Wurde ein Signal aufgefasst, konnte anhand einer Tabelle der Skalenwert in die dazugehörige Wellenlänge oder Frequenz übersetzt werden. War die Frequenz bekannt, so konnte der Sender identifiziert werden.

## Biskaya-Kreuz
Die erste provisorische Dipol-Antenne bestand aus einem einfachen Holzkreuz, an das zwei Dipole (horizontal und vertikal polarisiert) angebracht waren. Die offizielle Bezeichnung lautete FuMBAnt 2 Honduras. Umgangssprachlich wurde sie Kreuz des Südens oder Biskaya-Kreuz genannt.
Diese Antenne wurde am vorderen Periskop-Bock mit einer Klammer befestigt und musste von einer der Seewachen in kurzen Abständen von Hand jeweils um 90° gedreht werden. Mittels der Drehung konnte die grobe Richtung von ±45° bestimmt werden, aus der ein Radargerät sendete. Dies wurde als ausreichend erachtet, da das Metox lediglich vor Radar warnen und dem U-Boot das Entkommen eines möglichen folgenden Angriffs durch tauchen ermöglichen sollte. Bevor das U-Boot jedoch tauchen konnte, musste das Antennenkabel zum Metox-Empfänger erst durch das offene Turmluk eingeholt und die Antenne abmontiert und in das Bootsinnere gebracht werden. Der Wellenlängenbereich betrug 1,2 m bis 4 m (80 MHz bis 250 MHz).
In der Kombination Metox und Biskaya-Kreuz konnte ein Wellenlängenbereich von 1,2 m bis 2,65 m abgedeckt werden. Damit konnten die britischen Radarsysteme ASV MkI (1,5 m) sowie ASV MkII (1,7 m), die auf den Flugzeugen des britischen Coastal Command Verwendung fanden, erfasst werden. Auch vor den seegestützten britischen Radargeräten der Typen 286/290/291, die auf 1,4 m Wellenlänge operierten und die bereits seit Ende 1940 in Einsatz waren, wurde gewarnt.
Als sichere Reichweiten auf See wurden 6 bis 7 Seemeilen angegeben (11 bis 13 km). Die maximale Reichweite soll bei etwa 10 Seemeilen gelegen haben (18 km). Die Reichweite hing vor allem von der Stärke des Senders ab. Ein stationärer Luftwaffensender bei Bordeaux wurde auf eine Entfernung von 80 km geortet, ein starker Sender bei Cap Ivi (Mittelmeer) auf bis zu 60 Seemeilen (110 km).

## Bali-Antenne
Nach einer Anzahl von Versuchen mit unterschiedlichen Antennen wurde schließlich ab März 1943 als Ersatz für das Biskaya-Kreuz eine neue druckfeste und fest installierte Antenne verbaut: FuMBAnt3 Bali I. Die Seeleute bezeichneten diese Antenne umgangssprachlich als Häschen.
Diese Runddipol-Antenne bestand aus zwei runden Stäben die untereinander angeordnet und mit Drahtgeflecht ummantelt waren sowie aus zwei vertikalen, sich gegenüber liegenden Stäben, die oben aufgesetzt waren. Ihr Wellenlängenbereich betrug 75 cm bis 300 cm (100 MHz bis 400 MHz). Eine Richtungsbestimmung war mit dieser Antenne nicht möglich; die Reichweite der Kombination Metox und Bali soll jedoch deutlich höher gewesen sein als mit dem Biskaya-Kreuz.

## Alliierte Gegenmaßnahmen
Bis März 1943 wurde das Gerät mit gutem Erfolg verwendet, versagte dann aber immer häufiger, da die britischen Flugzeuge eine neue Ortungsanlage, das ASV Mk III-Radar, erhielten, welches auf der Dezimeterwelle arbeitete. Auch das magische Auge brachte hiergegen keinen Nutzen. Auf alliierten Kriegsschiffen war das Dezimeter-Radar bereits länger im Einsatz.
Auf deutscher Seite führte dies zu dem Fehlschluss, die Gegenseite könne die vom Gerät selbst ausgehenden Impulse (Eigenstrahlung) auffangen. Ein Eigenversuch mit einer Luftwaffenmaschine, die die Abstrahlung des Metox auf bis zu 70 km Entfernung orten konnte, bestätigte diese Annahme scheinbar. Der B.d.U. verbot daher den Einsatz der Geräte am 31. Juli 1943.

## Weiterentwicklungen
In der Folge wurden weitere Geräte im Meterwellenbereich (UKW) entwickelt, wie FuMB 8 (Zypern I), FuMB 9 (Zypern II) und FuMB 10 (Borkum), die auf Kosten der Reichweite immer besser abgeschirmt waren und daher immer weniger abstrahlten. Sie sprachen jedoch allesamt nicht auf die von den Alliierten nunmehr häufig verwendeten Radar-Geräte im Dezimeterwellenbereich (1 dm bis 1 m) an.
Erst das FuMB 7 (Naxos), das im Dezimeterwellenbereich zwischen 8 cm und 12 cm arbeitete und im Oktober 1943 eingeführt wurde, verbesserte die Position der U-Boote wieder.